# Construction Time Again Tour
Construction Time Again Tour – siódma trasa koncertowa grupy muzycznej Depeche Mode, w jej trakcie odbyło się czterdzieści osiem koncertów.

## Lista utworów

### Setlista
1. „Everything Counts”
2. „Now This Is Fun”
3. „Two Minute Warning”
4. „Shame”
5. „See You”
6. „Get the Balance Right!”
7. „Love, in Itself”
8. „Big Muff” (grany w 1984 r.)
9. „Pipeline” (grany w 1983 r.)
10. „The Landscape Is Changing”
11. „People Are People” (zagrany jedynie w 2 czerwca)
12. „And Then”
13. „Photographic”
14. „Told You So”
15. „New Life”
16. „More Than A Party”
17. „The Meaning of Love”
18. „Just Can’t Get Enough”
19. „Work Hard” (prawdopodobnie zagrany fragment w Glasgow, lecz pełnych przekazów brak)
20. „Boys Say Go!”

### 1984.06.02
W Ludwigshafen zespół wystąpił jako support przed Eltonem Johnem.
1. „Everything Counts”
2. „Now, This Is Fun”
3. „Two Minute Warning”
4. „Shame”
5. „Get The Balance Right!”
6. „People Are People”
7. „And Then...”
8. „Photographic”
9. „Told You So”
10. „New Life”
11. „More Than A Party”

## Muzycy
1. David Gahan – wokale główne (z wyjątkiem „Pipeline” i „Big Muff”)
2. Martin Gore – wokale główne („Pipeline”), gitara basowa, gitara akustyczna, harmonijka, syntezator, chórki (z wyjątkiem „Pipeline” i „Big Muff”), perkusja elektryczna
3. Andrew Fletcher – syntezator, perkusja elektryczna, chórki (z wyjątkiem „Big Muff”)
4. Alan Wilder – syntezator, perkusja elektryczna, chórki (z wyjątkiem „Pipeline” i „Big Muff”)

## Data i miejsce koncertów
1. 7 września 1983 – Hitchin (Wielka Brytania) – Regal
2. 9 września 1983 – Dublin (Irlandia) – SFX
3. 10 września 1983 – Belfast (Irlandia) – Ulster Hall
4. 12 września 1983 – Bristol (Wielka Brytania) – Colston Hall
5. 13 września 1983 – Brighton (Wielka Brytania) – The Dome
6. 14 września 1983 – Southampton (Wielka Brytania) – Gaumont
7. 15 września 1983 – Coventry (Wielka Brytania) – Apollo
8. 16 września 1983 – Sheffield (Wielka Brytania) – City Hall
9. 18 września 1983 – Aberdeen (Wielka Brytania) – Capitol
10. 19 września 1983 – Edynburg (Wielka Brytania) – Playhouse
11. 20 września 1983 – Glasgow (Wielka Brytania) – Tiffanys
12. 21 września 1983 – Newcastle upon Tyne (Wielka Brytania) – City Hall
13. 23 września 1983 – Liverpool (Wielka Brytania) – Empire
14. 24 września 1983 – Manchester (Wielka Brytania) – Apollo
15. 25 września 1983 – Nottingham (Wielka Brytania) – Royal Concert Hall
16. 26 września 1983 – Stoke–on–Trent (Wielka Brytania) – Victoria Hall
17. 26 września 1983 – Birmingham (Wielka Brytania) – Odeon
18. 30 września 1983 – Cardiff (Wielka Brytania) – St. Davids Hall
19. 1 października 1983 – Oxford (Wielka Brytania) – Apollo
20. 3 października 1983 – Portsmouth (Wielka Brytania) – Guildhall
21. 6 października 1983 – Londyn (Wielka Brytania) – Hammersmith Odeon
22. 7 października 1983 – Londyn (Wielka Brytania) – Hammersmith Odeon
23. 8 października 1983 – Londyn (Wielka Brytania) – Hammersmith Odeon
24. 1 grudnia 1983 – Sztokholm (Szwecja) – Draken
25. 2 grudnia 1983 – Kopenhaga (Dania) – Saga
26. 3 grudnia 1983 – Lund (Szwecja) – Akademiska Föreningen
27. 5 grudnia 1983 – Antwerpia (Belgia) – Hof Ter Lo
28. 6 grudnia 1983 – Amsterdam (Holandia) – Paradiso
29. 8 grudnia 1983 – Berlin (RFN) – Deutschland Halle
30. 10 grudnia 1983 – Mannheim (RFN) – Musenaal
31. 11 grudnia 1983 – Saarbrücken (RFN) – University Haula
32. 12 grudnia 1983 – Sindelfingen (RFN) – Ausstellungshalle
33. 13 grudnia 1983 – Neu–Isenburg (RFN) – Hugenottenhalle
34. 15 grudnia 1983 – Kolonia (RFN) – Sartory Saal
35. 16 grudnia 1983 – Düsseldorf (RFN) – Philipshalle
36. 17 grudnia 1983 – Borken (RFN) – Stadthalle
37. 19 grudnia 1983 – Münster (RFN) – Hallemunsterland
38. 20 grudnia 1983 – Bremen (RFN) – Stadthalle
39. 21 grudnia 1983 – Hamburg (RFN) – Musikhalle
40. 22 grudnia 1983 – Hamburg (RFN) – Musikhalle
41. 23 grudnia 1983 – Hamburg (RFN) – Musikhalle
42. 3 lutego 1984 – Birmingham (Wielka Brytania) – Odeon
43. 5 marca 1984 – Bolonia (Włochy) – Teatro Tenda
44. 6 marca 1984 – Mediolan (Włochy) – Orfeo Music Hall
45. 8 marca 1984 – Walencja (Hiszpania) – Pacha Club
46. 9 marca 1984 – Barcelona (Hiszpania) – Studio 54
47. 10 marca 1984 – Madryt (Hiszpania) – Universitet Techniczny
48. 2 czerwca 1984 – Ludwigshafen am Rhein (Niemcy) – Südwest Stadium (Elton John Gig)